# Oki Bolaji
Oki Bolaji (15 november 1995) is een Belgische MMA-vechter die in de Amerikaanse UFC-competitie uitkomt.

## Levensloop
Bolaji - bijgenaamd The Zulu Warrior - traint bij Davinci Gym in Evere. Hij vecht sinds 2018 in MMA-competities in de categorie lichtgewichten tot 70 kilogram.
Op 29 augustus 2023 nam de 27-jarige Bolaji deel aan Dana White's Contender Series in het Amerikaanse Las Vegas. In een MMA-kamp versloeg hij de Fransman Dylan Salvador, een voormalig wereldkampioen muay thai en kickboksen. Hiermee versierde hij een contract voor de UFC-competitie. Na Tarec Saffiedine, Cindy Dandois en Gaetano Pirrello was hij de vierde Belg die dat realiseerde.

## Statistieken
- Overwinningen: negen, waarvan vijf met KO
- Verlies: twee
- Onbeslist: nul

(Laatste aanpassing op 11 februari 2024)